# پسرها گریه نمی‌کنند
پسرها گریه نمی‌کنند (به انگلیسی: Boys Don't Cry) یک فیلم مستقل آمریکایی در سبک زندگی‌نامه‌ای، جنایی و عاشقانه، به کارگردانی کیمبرلی پیرس محصول سال ۱۹۹۹ که براساس داستان زندگی براندون تینا، یک تراجنسی است. هیلاری سوانک برای نقش‌آفرینی نقش براندون، برنده جایزه اسکار بهترین بازیگر زن در سال ۱۹۹۹ شد. این فیلم در سال ۲۰۱۹ توسط کتابخانه کنگره به عنوان یک اثر «فرهنگی، تاریخی یا به لحاظ زیبایی‌شناختی مهم» در فهرست ملی ثبت فیلم ایالات متحده آمریکا ثبت شد.
فیلم پسرها گریه نمی‌کنند در بخش‌های گوناگونی در مراسم هفتاد و دومین دوره جوایز اسکار در سال ۲۰۰۰ نامزد شد از جمله آنها می‌توان به نامزدی هیلاری سوانک (در نقش براندون تینا) برای بهترین بازیگر نقش اصلی زن و نامزدی کلویی سونی (در نقش لانا تیسدل) برای بهترین بازیگر نقش مکمل زن نام برد. هیلاری سوانک همانند مراسم اسکار در پنجاه و هفتمین مراسم گلدن گلوب نیز برای بهترین بازیگر نقش اصلی زن نامزد و برنده شد. درجه فیلم در آغاز با NC-17 اعلام شد اما بعداً به درجه R تغییر داده شد. نسخه نمایش خانگی فیلم در سال ۲۰۰۰ پخش شد.

## داستان

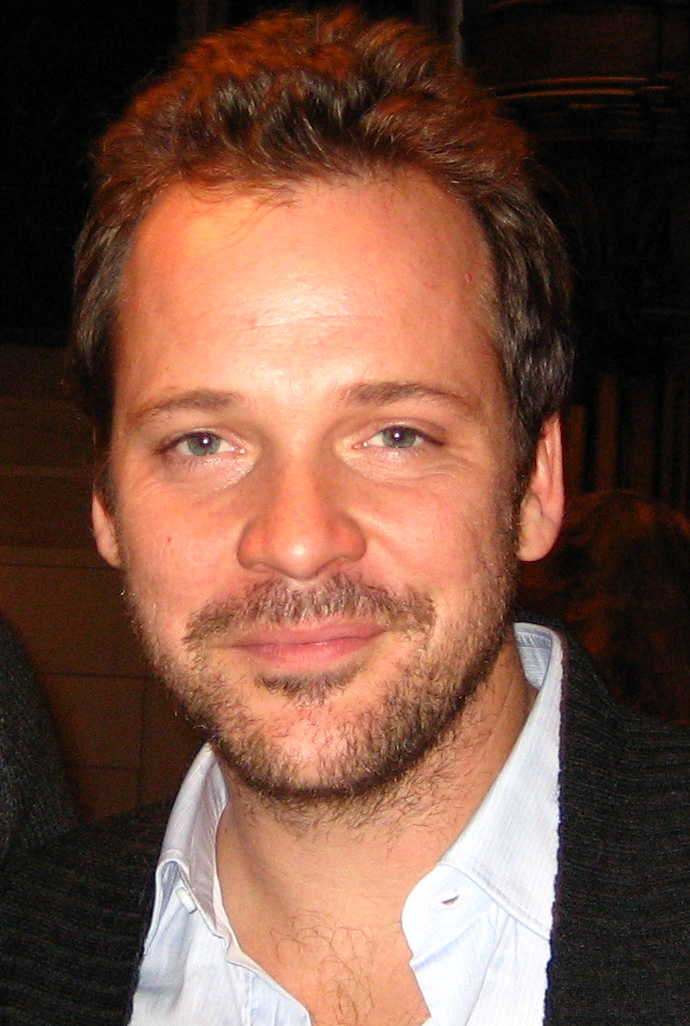
پیتر سارسگارد بازیگر فیلم پسرها گریه نمی‌کنند

براندون تینا یک جوان تراجنس است که نام او هنگام تولد تینا رنا براندون است. از زمانی که برادر دوست دختر پیشین براندون پی به تراجنس بودن او می‌برد، براندون تهدید به مرگ می‌شود. کمی پس از آن، او در یک دعوا در یک بار درگیر می‌شود که باعث می‌شود عموزاده‌اش او را از تریلر محل اسکانش بیرون کند. براندون به شهر فالزسیتی در نبراسکا می‌رود، جایی که او با مجرمان سابقی به نامهای جان لاتر، تام نیسن و دوستان آنها کاندس و لانا تیسدل آشنا می‌شود. براندون که ظاهر خود را همانند پسران کرده است وارد یک رابطه عاشقانه با لانا می‌شود و البته در ابتدا لانا از آناتومی واقعی او اطلاع ندارد. آنها تصمیم می‌گیرند که با یکدیگر به ممفیس بروند، جایی که لانا بتواند شغل خوانندگی کارائوکه را داشته باشد. سرانجام در طول یک قرار شبانه که منجر به رابطه جنسی می‌شود، لانا پی می‌برد که براندون، ترنس است اما این باعث نمی‌شود که او رابطه‌اش را قطع کند و برعکس صمیمت خود را افزایش می‌دهد.

## نقش‌ها
هیلاری سوانک برای آمادگی در نقش خود در این فیلم، حداقل یک ماه از زندگی اش را مانند یک مرد زندگی کرد و برای این که کاملاً با شخصیت براندون تینا آشنا شود کارهایی مانند بستن سینه‌های خودش با پارچه یا قرار دادن جوراب در شلوار را تمرین کرد، درست همان‌طور که براندون انجام می‌داد. زمانی که او که مشغول تمرین برای آشنا شدن با نقش براندون بود، به قدری کار خود را با جزییات انجام داد که همسایگانش تصور می‌کردند، که مرد جوانی به خانه سوانک رفت‌وآمد دارد آنها تصور می‌کردند که این فرد برادر سوانک است که به خانه او می‌آید.

## جایزه‌ها
- برنده اسکار بهترین بازیگر نقش اول زن برای هیلاری سوانک
- نامزد اسکار بهترین بازیگر نقش مکمل زن برای کلویی سونی
- برنده گلدن گلوب بهترین بازیگر نقش اول زن برای هیلاری سوانک
- نامزد گلدن گلوب بهترین بازیگر نقش مکمل زن برای کلویی سونی
- برنده جایزه ایندیپندنت اسپیریت برای بهترین بازیگر نقش اول زن برای هیلاری سوانک
- برنده جایزه ایندیپندنت اسپیریت برای بهترین بازیگر نقش مکمل زن برای کلویی سونی
- برنده انجمن منتقدان فیلم بوستون برای بهترین بازیگر نقش اول زن برای هیلاری سوانک
- برند انجمن منتقدان فیلم بوستون برای بهترین بازیگر نقش مکمل زن برای کلویی سونی
- برنده انجمن منتقدان فیلم بوستون برای بهترین کارگردانی فیلم برای کیمبرلی پیرس
- برنده جایزه حلقه منتقدان فیلم نیویورک برای بهترین بازیگر نقش اول زن برای هیلاری سوانک
- برنده جایزه حلقه منتقدان فیلم نیویورک برای بهترین بازیگر نقش مکمل زن برای کلویی سونی
- برنده جایزه انجمن منتقدان فیلم شیکاگو برای بهترین بازیگر نقش اول زن برای هیلاری سوانک
- برنده جایزه انجمن منتقدان فیلم شیکاگو برای بهترین بازیگر نقش مکمل زن برای کلویی سونی